# Roger Deslaur
Roger Deslaur of Desllor (Catalonië, 13e eeuw – Amfissa, 1320) was een soldenier in de Catalaanse Compagnie tijdens de kruistochten. 
Na de Veldslag bij Cephisus in Beotië (1311) was hij hertog van Athene (1311-1312) en heer van Salona of Amfissa (1311-1320) in Centraal-Griekenland. Hij gaf zijn hertogdom Athene over aan het koninkrijk Sicilië dat deel was van de Kroon van Aragon (1312).

## Levensloop

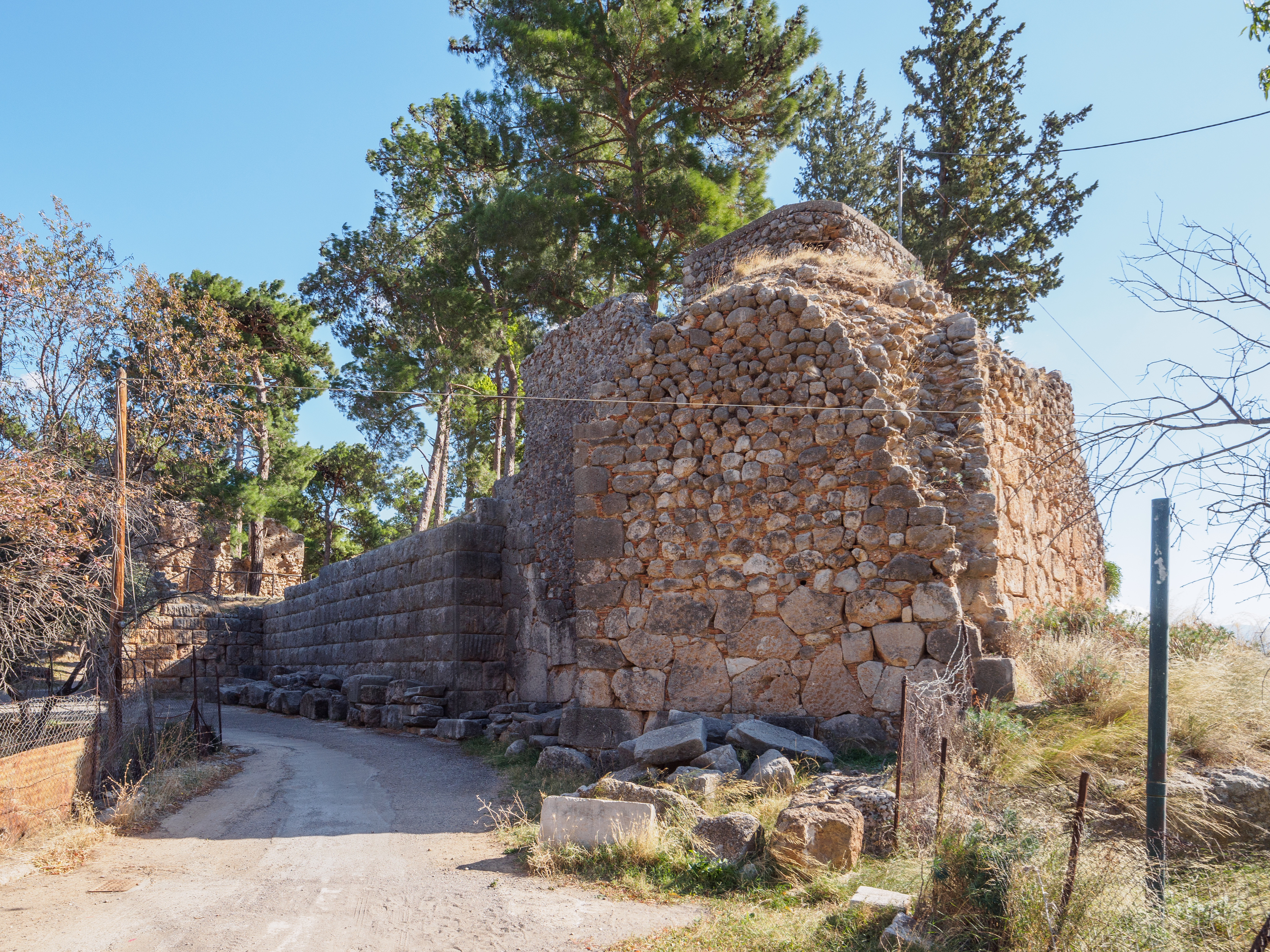
Roger Deslaur was heer van Salona in Griekenland, tegenwoordig Amfissa genoemd. Zicht op kasteelruïne van Amfissa.

Deslaur was afkomstig uit Roussillon, destijds een provincie van Catalonië. Hij sloot zich in 1302 aan bij de Catalaanse Compagnie om op kruistocht te gaan naar Griekenland. Deze troepenmacht van soldeniers, ook de Almogàvers genoemd, stond onder leiding van Roger de Flor, een voormalige Tempelier. Ze boden hun diensten aan aan keizer Andronikos II van het Byzantijnse Rijk. Zo bevocht Deslaur de Ottomanen. Door wanbetalingen en na de moord op Roger de Flor, trok de Catalaanse Compagnie plunderend rond in Griekenland. Wouter V van Brienne, een Frans kruisvaarder, huurde de Catalaanse Compagnie in om Athene te veroveren op de Byzantijnen. Wouter V had de steun van het Huis Anjou-Sicilië, de heersers van het koninkrijk Napels. 
Nadien keerde de Catalaanse Compagnie zich tegen Wouter V van Brienne omwille van wanbetalingen; uitzondering was Deslaur met enkele getrouwen die de Fransen trouw bleef. Het kwam tot een veldslag tussen beide legers: de slag bij Cephisus in Beotië (1311). Deze slag wordt ook genoemd de Slag van Halmyros of de Slag van Orchomenos. Deslaur vocht aan de zijde van Wouter V van Brienne tegen zijn eigen mannen. De Catalaanse Compagnie won de veldslag. Deslaur was een van de weinige overlevenden aan de zijde van Anjou-Sicilië. Wouter V van Brienne en vele anderen waren gesneuveld. 
De Catalaanse soldeniers zochten een edelman om het hertogdom Athene te besturen. Zelf waren ze republikeins gezind doch ze misten een leider om heerser in Athene te worden. Tussen de op het slagveld gevangen genomen edelen zochten de soldeniers een geschikt persoon. Bonifatius van Verona weigerde de hertogskroon van Athene. Zo kwamen de soldeniers uit bij Deslaur, de verrader. Na enige discussie aanvaardde Deslaur de hertogskroon van Athene (1311). Deslaur werd bovendien de nieuwe bevelhebber van de Catalaanse Compagnie. Deslaur huwde met de weduwe van de gesneuvelde Fransman Thomas III de Stromoncourt, zodat hij de heerlijkheid Salona, ook Amfissa genoemd, in persoonlijk bezit nam. Deslaur werd heer van Salona (1311).
Het Catalaans bestuur in het hertogdom Athene stond zwak omwille van vijanden aan alle landsgrenzen. In het westen en het noorden lagen de Byzantijnse despotaten Thessalië en Epirus. In het oosten heerste de republiek Venetië over het eiland Evia, dat zij Negroponte noemden. In het zuiden bezat het Huis Anjou-Sicilië het vorstendom Achaje en het Huis Brienne heerste in hun eigen gefusioneerd hertogdom Argos en Nauplion. 
Hertog Deslaur en zijn Catalaanse Compagnie beslisten daarom de hulp in te roepen van een machtige heerser (1311). Zij boden hun diensten aan aan koning Frederik II van Sicilië, de Aragonese vorst in Sicilië en tegenstander van het Huis Anjou-Sicilië in Napels. In afwachting van antwoord ontwikkelde de Catalanen een nieuwe wetgeving. Deze wetgeving bakende de bevoegdheid van de Hertogskroon van Athene af van autonome ambten bezet door de soldeniers. De kanselarij van het hertogdom en het opperbevel van het leger bleven de bevoegdheid van de Catalaanse Compagnie. De hertog mocht beslissen over het gerecht, belastingen en de oorlogsverklaringen. Het oude Franse feodaal recht, genoemd Assises de Jérusalem, werd vervangen door het Catalaans burgerlijk recht.
Een jaar later, in 1312, was het akkoord rond tussen hertog Deslaur van Athene en koning Frederik II van Sicilië. Frederik II werd ingezworen als leenheer van het hertogdom Athene. Frederik II gaf het hertogdom onmiddellijk in leen aan zijn minderjarige zoon Manfred van Athene; de regent voor deze jongen werd Berengario Estañol, een edelman uit Aragon. Deslaur trad af als hertog van Athene. Hij trok zich terug in zijn vorstendom Salona. Deslaur stierf er in 1320. Zijn opvolger in Salona was prins Alfons Frederik van Sicilië, de nieuwe sterke man in Aragonees Griekenland.